# Кирпичный (Орловская область)
Кирпи́чный — посёлок в Дмитровском районе Орловской области. Входит в состав Долбёнкинского сельского поселения.

## География
Расположен в юго-восточной части района, в 16 км к юго-востоку от Дмитровска, недалеко от истока реки Речицы. Состоит из одной улицы, протянувшейся с юго-запада на северо-восток. В 2,5 км к юго-западу от посёлка проходит автомобильная дорога «Железногорск—Дмитровск». Кирпичный находится на возвышенности, расположенной между Речицей и её небольшим притоком. Высота населённого пункта над уровнем моря — 256 м. От села Харланова Кирпичный отделяет река Речица.

## История
Возник как обособившаяся часть села Харланово между 1926 и 1937 годами. В 1937 году в посёлке было 24 двора. Во время Великой Отечественной войны, с октября 1941 года по август 1943 года, находился в зоне немецко-фашистской оккупации (территория Локотского самоуправления). 

## Население
| 1979 | 2002 | 2010 |
| ---- | ---- | ---- |
| 25   | ↘10  | ↘8   |

## Достопримечательности
Основная статья: Храм Воскресения Словущего
На территории посёлка находится полуразрушенный православный храм Воскресения Словущего 1846 года постройки, считающийся храмом села Харланово. Является памятником  градостроительства и архитектуры регионального значения.